# Scottish FA Cup 1884/85
Der Scottish FA Cup wurde 1884/85 zum 12. Mal ausgespielt. Der wichtigste Fußball-Pokalwettbewerb im schottischen Vereinsfußball wurde vom Schottischen Fußballverband geleitet und ausgetragen. Er begann am 13. September 1884 und endete mit dem Wiederholungsfinale am 28. Februar 1885. Als Titelverteidiger startete der FC Queen’s Park in den Wettbewerb, der im Finale des Vorjahres gegen den FC Vale of Leven gewonnen hatte. Im diesjährigen Endspiel um den Schottischen Pokal traf der Vorjahresfinalist FC Vale of Leven auf den FC Renton. Renton erreichte zum zweiten Mal nach 1875 das Endspiel im schottischen Pokal. Vale of Leven zum sechsten Mal seit 1877 und zum dritten Mal in Folge. Das erste Finalspiel endete mit 0:0. Im Wiederholungsfinale gewann der FC Renton mit 3:1 und holte zum ersten Mal in der Vereinsgeschichte den Pokal.

## 1. Runde
Ausgetragen wurden die Begegnungen am 13. September 1884. Die Wiederholungsspiele fanden am 20. und 27. September 1884 statt.
|                          | Ergebnis  |                               |
| ------------------------ | --------- | ----------------------------- |
| FC Airdrie               | 4:6       | FC Shettleston                |
| FC Airdriehill           | w/o       | FC Vale of Avon               |
| FC Albion                | w/o       | FC Dunbritton                 |
| Alloa Athletic           | 0:4       | FC King’s Park                |
| FC Angus                 | 1:5       | FC Strathmore                 |
| FC Arbroath              | 3:2       | FC Dundee Harp                |
| FC Arbroath              | 1:4       | Our Boys Dundee               |
| FC Arthurlie             | 2:0       | FC Olympic                    |
| FC Battlefield           | 8:0       | FC Kinning Park               |
| FC Bo’ness               | 0:2       | Hibernian Edinburgh           |
| Bonnybridge Grasshoppers | 4:0       | FC Dunipace                   |
| FC Campsie Central       | bye       |                               |
| FC Cartvale              | 12:10     | Greenock Rangers              |
| FC Clarkston             | 1:4       | Hamilton Academical           |
| FC Clippens              | 3:1       | Greenock Rovers               |
| FC Clyde                 | 1:2       | FC Cowlairs                   |
| FC Cumnock               | 3:2       | FC Mauchline                  |
| FC Dalry                 | 0:4       | FC Annbank                    |
| FC Dean Park             | bye       |                               |
| FC Drumpellier           | 0:6       | Airdrieonians FC              |
| FC Dumbarton             | w/o       | FC Leverndale                 |
| FC Dunblane              | 8:0       | Crieff Juniors                |
| FC Dunfermline           | 10:20     | FC Newcastleton               |
| East End Dundee          | 8:1       | FC Coupar Angus               |
| FC East Stirlingshire    | 4:2       | FC Campsie                    |
| FC Falkirk               | w/o       | FC Strathblane                |
| FC Glengowan             | 2:1       | Albion Rovers                 |
| FC Granton               | 1:0       | FC Shawlands                  |
| Greenock Morton          | ** 2:2 ** | FC Abercorn                   |
| Heart of Midlothian      | bye       |                               |
| FC Jamestown             | 1:1       | FC Vale of Leven              |
| FC Johnstone             | 9:1       | Lyle Athletic                 |
| FC Kilmarnock            | * 6:1 *   | Hurlford United               |
| Kilmarnock Athletic      | 14:00     | FC Stewarton Cunninghame      |
| FC Lindertis             | 1:4       | FC Aberdeen                   |
| FC Lugar Boswell         | 1:4       | FC Ayr                        |
| FC Maybole               | bye       |                               |
| FC Moffat                | 2:5       | 5th Dumfries Rifle Volunteers |
| Newton Stewart Athletic  | 1:4       | FC Vale of Nith               |
| FC Northern              | 6:4       | Glasgow University            |
| Paisley Athletic         | 2:3       | FC Greenock Southern          |
| FC Partick               | 9:1       | Eastern Athletic              |
| FC Pollokshaws           | w/o       | FC Kilbarchan                 |
| FC Pollokshields         | 0:4       | FC Queen’s Park               |
| Pollokshields Athletic   | 6:2       | FC Pilgrims                   |
| Port Glasgow Athletic    | 6:1       | 1st Renfrew Rifle Volunteers  |
| FC Possilpark            | 7:0       | FC Cyrus                      |
| Glasgow Rangers          | 11:0      | FC Whitehill                  |
| FC Renfrew               | 1:0       | Johnstown Rovers              |
| FC Renton                | 2:1       | Vale of Leven Wanderers       |
| FC Royal Albert          | 1:4       | FC Cambuslang                 |
| FC St. Bernard’s         | 6:0       | FC Edina                      |
| Springburn Hibernian     | w/o       | FC Orchard                    |
| FC St. Mirren            | * 4:1 *   | FC Neilston                   |
| FC Stenhousemuir         | 1:2       | FC Tayavalla                  |
| Third Lanark             | 3:2       | Partick Thistle               |
| FC Thornhill             | 0:13      | Queen of the South Wanderers  |
| FC Thornliebank          | 6:0       | FC Greenock Northern          |
| FC Vale of Teith         | 7:0       | FC Breadalbane                |
| FC West Benhar           | 8:1       | FC Chryston                   |
| FC West Calder           | 3:0       | FC Norton Park                |
| West End Dundee          | w/o       | FC Perseverance               |
| FC Westburn              | 6:2       | FC Tollcross                  |
| FC Whitefield            | 3:3       | FC Thistle                    |
| FC Wishaw Swifts         | * 5:2 *   | FC Dykehead                   |
| FC Yoker                 | 2:0       | FC Dumbarton Rock             |

### Wiederholungsspiele
|                  | Ergebnis |                  |
| ---------------- | -------- | ---------------- |
| FC Thistle       | 3:1      | FC Whitefield    |
| FC Vale of Leven | 4:1      | FC Jamestown     |
| FC Abercorn      | 2:2      | Greenock Morton  |
| FC Dykehead      | 2:5      | FC Wishaw Swifts |
| Hurlford United  | * 3:1 *  | FC Kilmarnock    |
| FC Neilston      | 1:4      | FC St. Mirren    |

## 2. Runde
Ausgetragen wurden die Begegnungen am 20. September und 4. Oktober 1884. Die Wiederholungsspiele fanden am 11. und 25. Oktober 1884 statt.
|                               | Ergebnis  |                              |
| ----------------------------- | --------- | ---------------------------- |
| Hamilton Academical           | bye       |                              |
| 5th Dumfries Rifle Volunteers | 3:4       | Queen of the South Wanderers |
| FC Aberdeen                   | 1:7       | FC Arbroath                  |
| Airdrieonians FC              | 2:2       | FC Cambuslang                |
| FC Albion                     | 0:2       | FC Dumbarton                 |
| FC Annbank                    | 4:1       | FC Kilmarnock                |
| FC Arthurlie                  | 1:0       | FC Abercorn                  |
| FC Ayr                        | 5:0       | FC Cumnock                   |
| Bonnybridge Grasshoppers      | 1:4       | FC Falkirk                   |
| FC Cartvale                   | bye       |                              |
| FC Clippens                   | 1:7       | FC Renfrew                   |
| FC Cowlairs                   | 1:2       | Pollokshields Athletic       |
| FC Dean Park                  | 2:0       | Springburn Hibernian         |
| Dumbarton Athletic            | 3:1       | FC King’s Park               |
| FC Dunfermline                | 0* 1:11 * | Heart of Midlothian          |
| FC East Stirlingshire         | 02:10     | FC Renton                    |
| FC Glengowan                  | 4:1       | FC Westburn                  |
| FC Granton                    | 1:3       | FC Northern                  |
| Greenock Morton               | bye       |                              |
| Hibernian Edinburgh           | 5:1       | FC Vale of Teith             |
| FC Maybole                    | 1:4       | Kilmarnock Athletic          |
| Our Boys Dundee               | 8:1       | West End Dundee              |
| FC Partick                    | bye       |                              |
| FC Pollokshaws                | 2:2       | FC Greenock Southern         |
| Port Glasgow Athletic         | 2:2       | FC Thornliebank              |
| FC Possilpark                 | 0:3       | FC Battlefield               |
| FC St. Bernard’s              | bye       |                              |
| FC St. Mirren                 | 3:0       | FC Johnstone                 |
| FC Strathmore                 | 1:1       | East End Dundee              |
| Third Lanark                  | 2:2       | Glasgow Rangers              |
| FC Thistle                    | 1:4       | FC Queen’s Park              |
| FC Vale of Leven              | 14:00     | FC Campsie Central           |
| FC Vale of Nith               | bye       |                              |
| FC West Benhar                | ** 9:1 ** | FC Shettleston               |
| FC West Calder                | 0:1       | FC Dunblane                  |
| FC Wishaw Swifts              | 8:3       | FC Airdriehill               |
| FC Yoker                      | 17:00     | FC Tayavalla                 |

### Wiederholungsspiele
|                       | Ergebnis |                  |
| --------------------- | -------- | ---------------- |
| FC Cambuslang         | 10:20    | Airdrieonians FC |
| East End Dundee       | 2:5      | FC Strathmore    |
| Glasgow Rangers       | 0:0      | Third Lanark     |
| FC Greenock Southern  | 3:3      | FC Pollokshaws   |
| Port Glasgow Athletic | 2:2      | FC Thornliebank  |
| FC West Benhar        | 4:1      | FC Shettleston   |

### 2. Wiederholungsspiel
|                 | Ergebnis |                       |
| --------------- | -------- | --------------------- |
| FC Thornliebank | 1:0      | Port Glasgow Athletic |

## 3. Runde
Ausgetragen wurden die Begegnungen am 25. Oktober und 1. November 1884. Die Wiederholungsspiele fanden zwischen dem 1. und 13. November 1884 statt.
|                        | Ergebnis |                              |
| ---------------------- | -------- | ---------------------------- |
| FC Annbank             | bye      |                              |
| FC Arthurlie           | 3:0      | FC Cartvale                  |
| FC Ayr                 | 4:2      | Kilmarnock Athletic          |
| FC Cambuslang          | 3:0      | Hamilton Academical          |
| FC Dean Park           | 2:2      | Dumbarton Athletic           |
| FC Dunblane            | 2:4      | FC Arbroath                  |
| Greenock Morton        | 5:0      | FC Greenock Southern         |
| Hibernian Edinburgh    | 5:1      | FC Glengowan                 |
| Our Boys Dundee        | 5:1      | FC Strathmore                |
| FC Partick             | 4:2      | FC Falkirk                   |
| Pollokshields Athletic | 4:1      | FC Dumbarton                 |
| FC Queen’s Park        | 2:3      | FC Battlefield               |
| FC Renton              | 9:2      | FC Northern                  |
| FC St. Mirren          | * 1:0 *  | FC Renfrew                   |
| Third Lanark           | 0:3      | Glasgow Rangers              |
| FC Vale of Leven       | 4:1      | FC Yoker                     |
| FC Vale of Nith        | 0:6      | Queen of the South Wanderers |
| FC West Benhar         | 5:1      | FC St. Bernard’s             |
| FC Thornliebank        | 4:0      | FC Pollokshaws               |
| FC Wishaw Swifts       | 7:1      | FC Dunfermline               |

### Wiederholungsspiele
|                    | Ergebnis |              |
| ------------------ | -------- | ------------ |
| Dumbarton Athletic | 3:1      | FC Dean Park |
| FC St. Mirren      | * 3:0 *  | FC Renfrew   |

### 2. Wiederholungsspiel
|               | Ergebnis |            |
| ------------- | -------- | ---------- |
| FC St. Mirren | 6:3      | FC Renfrew |

## 4. Runde
Ausgetragen wurden die Begegnungen am 15. November 1884. Die Wiederholungsspiele fanden am 22. November und 20. Dezember 1884 statt.
|                        | Ergebnis |                              |
| ---------------------- | -------- | ---------------------------- |
| FC Annbank             | 5:2      | Queen of the South Wanderers |
| FC Arthurlie           | 1:2      | FC Vale of Leven             |
| FC Cambuslang          | 2:2      | FC Thornliebank              |
| Dumbarton Athletic     | 6:3      | FC Partick                   |
| Hibernian Edinburgh    | 5:1      | FC Ayr                       |
| Our Boys Dundee        | 2:2      | FC West Benhar               |
| Pollokshields Athletic | 0:3      | FC Battlefield               |
| Glasgow Rangers        | * 3:4 *  | FC Arbroath                  |
| FC Renton              | 2:1      | FC St. Mirren                |
| FC Wishaw Swifts       | 1:2      | Greenock Morton              |

### Wiederholungsspiele
|                 | Ergebnis |                 |
| --------------- | -------- | --------------- |
| FC Thornliebank | 0:0      | FC Cambuslang   |
| FC West Benhar  | 8:3      | Our Boys Dundee |
| FC Arbroath     | 1:8      | Glasgow Rangers |

## 5. Runde
Ausgetragen wurden die Begegnungen am 6. Dezember 1884.
|                     | Ergebnis |                    |
| ------------------- | -------- | ------------------ |
| FC Annbank          | 5:1      | FC West Benhar     |
| FC Battlefield      | bye      |                    |
| FC Cambuslang       | 4:1      | Dumbarton Athletic |
| Hibernian Edinburgh | 4:0      | Greenock Morton    |
| Glasgow Rangers     | bye      |                    |
| FC Renton           | bye      |                    |
| FC Thornliebank     | bye      |                    |
| FC Vale of Leven    | bye      |                    |

## 6. Runde
Ausgetragen wurden die Begegnungen am 27. Dezember 1884 und 10. Januar 1885.
|                     | Ergebnis |                  |
| ------------------- | -------- | ---------------- |
| Hibernian Edinburgh | 5:0      | FC Annbank       |
| FC Renton           | 5:3      | Glasgow Rangers  |
| FC Thornliebank     | 3:4      | FC Vale of Leven |
| FC Cambuslang       | 3:1      | FC Battlefield   |

## Halbfinale
Ausgetragen wurden die Begegnungen am 24. und 31. Januar 1885. Das Wiederholungsspiel fand am 7. Februar 1885 statt.
|                     | Ergebnis |               |
| ------------------- | -------- | ------------- |
| Hibernian Edinburgh | 2:3      | FC Renton     |
| FC Vale of Leven    | 0:0      | FC Cambuslang |

### Wiederholungsspiel
|               | Ergebnis |                  |
| ------------- | -------- | ---------------- |
| FC Cambuslang | 1:3      | FC Vale of Leven |

## Finale
| FC Renton                                  | FC Renton | FC Vale of Leven | FC Vale of Leven |
| ------------------------------------------ | --- | --- | ---------------- |
| FC Renton                                  | \| Finale \| \| 21. Februar 1885 in Glasgow (Hampden Park) \| \| Ergebnis: 0:0 \| \| Zuschauer: 2.500 \| \| Spielbericht \|                                              | \| Finale \| \| 21. Februar 1885 in Glasgow (Hampden Park) \| \| Ergebnis: 0:0 \| \| Zuschauer: 2.500 \| \| Spielbericht \|                                   | FC Vale of Leven |
| FC Renton                                  | Archie McCall, A. McIntyre, Alex Barbour, Grant, Andrew Hannah, James McCall, James Kelly, James Kelso, John Lindsay, Donald McKechnie, James Thomson Cheftrainer: n. b. | James Wilson (1) – Andrew McIntyre, Abraham, D. McIntyre, John Ferguson, John Forbes, Galloway, Gillies, J. Wilson (2), Johnstone, Kennedy Cheftrainer: n. b. | FC Vale of Leven |
| FC Renton                                  | n. b. | n. b. | FC Vale of Leven |
| Finale                                     | | |                  |
| 21. Februar 1885 in Glasgow (Hampden Park) | | |                  |
| Ergebnis: 0:0                              | | |                  |
| Zuschauer: 2.500                           | | |                  |
| Spielbericht                               | | |                  |

## Wiederholungsfinale
| FC Renton                                  | FC Renton | FC Vale of Leven | FC Vale of Leven |
| ------------------------------------------ | --- | --- | ---------------- |
| FC Renton                                  | \| Wiederholungsfinale \| \| 28. Februar 1885 in Glasgow (Hampden Park) \| \| Ergebnis: 3:1 (0:0) \| \| Zuschauer: 2.500 \| \| Spielbericht \|        | \| Wiederholungsfinale \| \| 28. Februar 1885 in Glasgow (Hampden Park) \| \| Ergebnis: 3:1 (0:0) \| \| Zuschauer: 2.500 \| \| Spielbericht \| | FC Vale of Leven |
| FC Renton                                  | Archie McCall, A. McIntyre, Alex Barbour, Grant, Andrew Hannah, James McCall, James Kelly, James Kelso, John Lindsay, Donald McKechnie, James Thomson | James Wilson (1) – Andrew McIntyre, Abraham, D. McIntyre, John Ferguson, John Forbes, Galloway, Gillies, Johnstone, Kennedy, Jack McPherson    | FC Vale of Leven |
| FC Renton                                  | n. b. | n. b. | FC Vale of Leven |
| Wiederholungsfinale                        | | |                  |
| 28. Februar 1885 in Glasgow (Hampden Park) | | |                  |
| Ergebnis: 3:1 (0:0)                        | | |                  |
| Zuschauer: 2.500                           | | |                  |
| Spielbericht                               | | |                  |